# Gosia Andrzejewicz
Małgorzata « Gosia » Andrzejewicz, née le 14 janvier 1984 à Bytom, est une chanteuse polonaise de pop.

## Discographie

### Albums
- 2004 : Gosia Andrzejewicz
- 2006 : Gosia Andrzejewicz Plus
- 2006 : Lustro
- 2007 : The Best of Gosia Andrzejewicz
- 2007 : Zimno? Przytul mnie!
- 2009 : Wojowniczka

### Singles
- 2004 : Gosia Andrzejewicz
- 2005 : Dangerous Game
- 2005 : Pozwól żyć
- 2006 : Słowa
- 2006 : Trochę ciepła
- 2007 : Lustro
- 2007 : Latino
- 2007 : Siła marzeń
- 2007 : Magia świąt
- 2008 : You Can Dance (feat. DJ Remo)
- 2008 : Fellin' (feat. DJ Remo)
- 2009 : Taste Me All Day (feat. DJ Remo)
- 2009 : Otwórz oczy
- 2009 : Zabierz mnie
- 2010 : Wojowniczka
- 2013 : 2Gether (Galbi Galbi) (feat. Douzi)
- 2013 : I'm not afraid
- 2022 : Tylko mój
- 2023 : Na zawsze